# Требизаче (Козенца)
Требизаче (итал. Trebisacce) је насеље у Италији у округу Козенца, региону Калабрија.
Према процени из 2011. у насељу је живело 8465 становника. Насеље се налази на надморској висини од 20 м.

## Становништво
Према резултатима пописа становништва 2011. у општини је живело 8.734 становника.
| 1931. | 1936. | 1951. | 1961. | 1971. | 1981. | 1991. | 2001. | 2011. |
| ----- | ----- | ----- | ----- | ----- | ----- | ----- | ----- | ----- |
| 3.813 | 4.236 | 5.097 | 7.132 | 6.730 | 7.645 | 8.738 | 9.023 | 8.734 |

## Партнерски градови
- Villa María